# Abel Montagut
Abel Montagut i Masip (23 avril 1953) est un espérantiste catalan.

## Biographie

### Jeunesse
Abel Montagut nait le 23 avril 1953 à Llardecans, en Catalogne.

## Œuvres
- Poemo de Utnoa
- La enigmo de l’ar@neo